# Neodora glaucularia
Neodora glaucularia är en fjärilsart som beskrevs av Pieter Cornelius Tobias Snellen 1874. Neodora glaucularia ingår i släktet Neodora och familjen mätare. Inga underarter finns listade i Catalogue of Life.